# رافائل وایس
رافائل وایس (اسپانیایی: Rafael Valls‎؛ زادهٔ ۲۵ ژوئن ۱۹۸۷) دوچرخه‌سوار اهل اسپانیا است.
از باشگاه‌هایی که در آن رکاب زده‌است می‌توان به تیم لوتو–سودال، سونیر دوال-پرودیر، سونیر دوال-پرودیر، تیم دوچرخه‌سواری وکانسولیل–دی‌سی‌ام، تیم یوای‌ئی امارات، و تیم موویستار اشاره کرد.